# Guillem IX d'Aquitània
Guillem el Trobador, Guillem IX d'Aquitània, Guillem VII de Peitieu (22 d'octubre de 1071 - Poitiers, 1126), fou un noble occità, considerat el primer trobador en llengua occitana, comandant de la croada de 1101, Duc d'Aquitània (Guillem IX d'Aquitània) i de Gascunya (Guillem IV el Jove) i comte de Poitiers (Guillem VII de Poitiers), era fill de Guillem VIII d'Aquitània i d'Hildegarda de Borgonya, matrimoni rebutjat per l'església per raons de consanguinitat; aquest fet el va obligar a viatjar a Roma i va aconseguir que el papa Gregori VI reconegués la seva legitimitat perquè fins aleshores fou considerat un bastard. Es va casar primer amb Ermengarda d'Anjou i després amb la filla del comte Guillem IV de Tolosa, Felipa. Fou també un dels personatges més singulars del seu temps. Les seves possessions representaven més del doble dels dominis reials.

## Carrera militar
Va pujar al poder amb 15 anys i va tenir algun enfrontament amb els seus vassalls: Ebles de Chatelaillon es va apoderar de la meitat de l'illa d'Oléron que pertanyia a l'abadia de Trinitat de Vendôme. El comte Bosó de la Marca, Guillem Tallaferro comte d'Angulema i Hug VI de Lusignan el Diable també van donar alguns passos per incrementar el seu poder i Bosó va atacar a Tallaferro que estava assetjant Confolens; Bosó, però, fou mort en els combats (1091). Llavors va començar una lluita per la successió de Bosó i el seu oncle Eudes va entrar en conflicte amb Hug de Lusignan que era el seu nebot per part de mare; Eudes es va aliar llavors amb Guillem Tallaferro l'antic enemic. A Parthenay, Guelduí va haver de fer concessions a son germà petit Ebbó, i aquest fins i tot va fer assassinar el 1093 a Aimeri IV de Thouars. Per posar orde Guillem IX va envair la regió de Parthenay, va expulsar a Ebbó i va confiar la fortalesa de Germond a Guelduí. Un any després Ebbó va conquerir la fortalesa de Germond i va fer assassinar son germà Gelduí, i Guillem IX va acabar reconeixent a Ebbó com a senyor de Parthenay.
En 1088, un francès, Urbà II, va esdevenir papa mercès al suport de l'abat Jofré de Vendôme. El papa va exigir de Guillem que obligués Ebles de Chatelaillon a restituir Oléron a l'abadia de la Trinitat de Vendôme, però no ho va aconseguir de moment. No fou fins al 1096 quan després d'excomunicar a Ebles i de serioses amenaces, es va produir la restitució que fou confirmada al concili de Saintes el mars de 1097. Durant aquest període, el 1094, Guillem es va casar en segones noces amb Felipa de Tolosa, vídua de Sanç Ramir d'Aragó, i va obtenir certs drets sobre el comtat de Tolosa (Felipa era filla i hereva de Guillem IV de Tolosa), drets que va fer valer el 1097 quan va envair el comtat aprofitant que Ramon IV de Tolosa, oncle de la seva muller, era a la Primera Croada i va ocupar Tolosa, on va establir a la seva esposa com a comtessa; Felipa va tenir al seu fill, el futur Guillem X, a la ciutat de Tolosa. Mentre el papa li reclamava que ell mateix anés a Terra Santa, i el va condemnar per l'ocupació que trencava la treva de Déu, amenaçant-lo amb l'excomunió, i finalment el desembre de 1099, a la consagració de l'església de la Chaize a Thouars, Guillem IX va anunciar que agafava la creu i per trobar els diners suficients va cedir el comtat de Tolosa a Bertran de Sant Geli, a canvi d'una quantitat i a finals del 1100 va evacuar el territori.
L'any següent anà a Terra Santa (març), amb un brillant i indisciplinat exèrcit de trenta mil homes, que es va reunir amb altres croats a Constantinoble; d'allí, l'exèrcit va creuar a Àsia Menor i fou totalment desfet pels turcs a Heraclea Cybistra a la batalla d'aquest nom i es va salvar només amb sis companys; el 1102 era a Jerusalem per Pasqua i a la tardor va iniciar el retorn a Aquitània arribant a Poitiers el 29 d'octubre de 1102. En la seva absència el comtat fou governat per la seva esposa Felipa, ajudada per Hug, el germà de Guillem, i pels senescals Eudes de Mauzé i Hug de Doué.
En 1104 Guillem va ajudar a Folc IV el Tauró d'Anjou, el fill del qual Jofré IV d'Anjou que tenia el suport del seu sogre el comte de Maine Elies de la Fleche, s'havia revoltat contra el seu pare. Guillem va situar el seu exèrcit enfront al del rebel, i finalment les negociacions van permetre la reconciliació de Folc IV i Jofré IV. El 1106 Folc (després Folc V d'Anjou) va esdevenir l'hereu d'Anjou (al morir Jofré IV) i Guillem IX el va retenir un temps com a ostatge negociant la cessió d'alguns castells de la regió de Mirabeau (que representaven una amenaça per la defensa de Poitiers).
Hug VI de Lusignan havia espoliat l'abadia de Saint Maixent i el seu fill Hug VII l'Ós refusava de restituir els béns usurpats. Guillem IX es va veure forçat a fer la guerra a Hug que va tenir el suport d'Ebbó de Parthenay i del nou comte d'Anjou Folc V d'Anjou el Jove (proclamat el 1109). Guillem fou ferit davant Taillebourg i finalment es va establir una treva.
El 1113 els nobles de Tolosa el van cridar per lluitar contre el nou comte Alfons Jordà. El 1114 tornà a envair el comtat de Tolosa, restaurant a Felipa com a comtessa; al mateix va cometre a Poitou nombroses espoliacions que el van enfrontar amb el bisbe de Poitiers Pere II, i que, junt amb altres causes, li valgueren l'excomunió per aquest bisbe; Guillem va fer arrestar al bisbe i el va tancar al castell de Chauvigny on va morir poc temps després. L'excomunió li fou aixecada el 1117. Fou durant aquesta època (entre 1114 i 1120) que Guillem es va amistançar amb Amauberga de l'Ile Bouchard (de malnom "Perillosa"), esposa del vescomte Aimeri I de Châtellerault; la vescomtessa va abandonar el seu marit i va viure de manera pública amb Guillem, cosa que va contribuir a l'excomunió d'aquest; Amauberga va donar nom a la Torre Maubergeon de Poitiers. Felipa de Tolosa es va retirar el 1116 a l'abadia de Fontevraud amb Robert d'Arbrissel, i hi va morir el 28 de novembre de 1118. Va tenir set fills amb Guillem, dels que dos foren mascles (Guillem i Ramon).

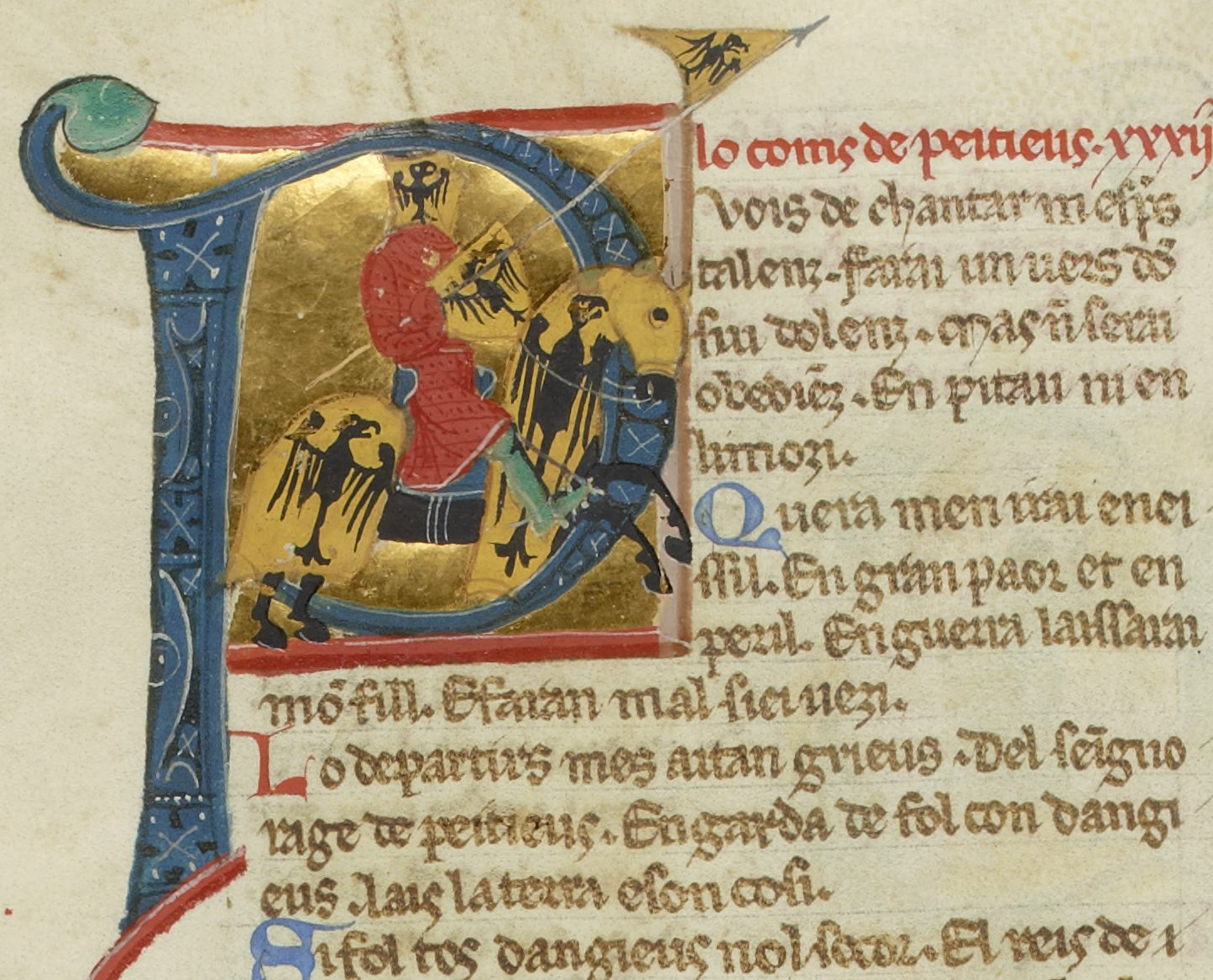
Guillem IX d'Aquitània armat i a cavall en el cançoner I; BnF ms. 854 fol. 142v

El 1118 Guillem va reprendre la guerra contra els senyors de Lusignan i de Parthenay, als que va derrotar i va fer presoner a Simó de Parthenay. Llavors va agafar altre cop la creu per ajudar el rei d'Aragó Alfons el Bataller en la seva lluita contra els almoràvits. El 1120, després de la conquesta de Saragossa col·laborà amb Alfons I d'Aragó a la batalla de Cutanda contra els almoràvits a Aragó amb sis-cents homes (18 de maig de 1120) i entre 1120 i 1123 va ajudar també als regnes de Castella i Lleó. Aleshores, tropes aquitanes participaren en un intent de conquerir Còrdova.
El 1121 el bisbe de Clarmont d'Alvèrnia, expulsat de la ciutat pel comte d'Alvèrnia, va demanar ajut al rei Lluís VI de França, passant per damunt del seu immediat senyor Guillem IX. El comte d'Alvèrnia es va sotmetre; la intromissió del rei de França en els dominis aquitans fou un fracàs per Guillem. El 1122, amb l'ajut del vescomte de Narbona i del comte de Barcelona va intentar reprendre el comtat de Tolosa que la seva esposa havia abandonat el 1116, sense aconseguir derrotar els aliats Alfons el Bataller, que assetjava Larida i a Alfons Jordà, el comte de Tolosa que fou infructuosament assetjat a Aurenja en 1123. Al mateix temps va haver de lluitar contra vassalls poc lleials: Guillem III de Parthenay va refusar de pagar el dret d'investidura a la mort del seu pare Simó II, i fou necessari que Guillem, fill de Guillem IX, ocupés el castell de Parthenay per aconseguir sotmetre a aquest rebel. Tot seguit fou el comte Vulgrí d'Angulema qui es va agitar. Guillem IX va marxar contra Blaye i va morir en la conquesta de la plaça el 10 de febrer de 1126, sent enterrat a l'abadia de Montierneuf a Poitiers.

## Llinatge
Es casà el 1089 amb Ermengarda d'Anjou (filla del comte Folc IV el Tauró), que repudià el 1090 (Ermengarda es va tornar a casar amb el duc de Bretanya), i el 1094 amb Felipa de Tolosa, vídua de Sanç I d'Aragó i Pamplona, rei de Navarra i Aragó, de qui se separà el 1116.
Estigué unit irregularment amb Amauberga, anomenada Dangerosa (Perillosa), muller del vescomte de Châtellerault (Poitou); i amb una dama tolosana, de qui tingué Ademar de Poitiers, que fou comte del Valentinès. Els seus biògrafs el titllen de llicenciós, despietat i faldiller. Es conta que va arribar a fundar una abadia a Niort per a reunir-hi totes les seves amants.
Amb Felipa de Tolosa va tenir set fills: 
- Guillem X d'Aquitània (1099 - 9 d'abril de 1137, a Santiago de Compostel·la).
- Agnès de Peitieu, casada amb Aimeric V de Thouars, vescomte de Thouars i més tard amb Ramir II d'Aragó, rei d'Aragó.
- Quatre filles de nom desconegut, una de les quals segurament era Felipa esposa d'Elies de Périgord
- Ramon (mort en la batalla d'Inab el 28 de juny de 1149), príncep d'Antioquia per dret de la seva esposa (1136)

Amb les amants va tenir: 
- Enric de Poitiers (mort després de 1132), bisbe electe de Soissons, prior de Cluny, abat de Saint-Jean d'Angély
- Adelaida de Poitiers, casada amb Raül de Faye
- Sibil·la de Poitiers (morta el 1134), abadessa de Saintes.

## Obra poètica
És el trobador més antic del que es coneix el nom. Hom en conserva onze poesies, que reflecteixen les seves desvergonyides facècies, l'oposició als poders de l'Església i activitats joglaresques esporàdiques. La crítica en distingeix dos grups: el primer anomenat "sensual", dirigit als seus companys, companho, cavallers del seu exèrcit, guerrers i vassalls que l'acompanyaven a les seves aventures tant bèl·liques com amoroses, on exposa temes divertits, obscens, perquè hi parla dels seus amors. En aquest grup crida l'atenció una llarga poesia on Guillem, en un estil narratiu, explica com va fingir ser mut per a poder gaudir de l'amor de dues dames burgeses, tema que després va reaparèixer en el Decameró de Boccaccio. El segon és qualificat de "tendre" i les composicions cauen dins el corrent cortès amorós. Aquesta distribució pot ser molt pràctica, però en deixa fora algunes d'altres molt notables com és el cas d'una cançó de penediment, escrita quan estava greument malalt i que Jeanroy qualifica de "seriosa", com si fos el seu testament. Aquest cant va ser escrit el 1112, quan van començar les seves relacions il·lícites amb la comtessa de Chatellerault, retrat que va fer pintar al seu escut (aquest fet no concorda amb el seu benintencionat cant de penediment). De les seves onze cançons conservades, les sis primeres estan escrites en un llenguatge plàstic i brutal. La seva poesia apareix perfecta en la forma i amb un contingut ple de subtileses i d'intencions.
La poesia Farai un vers de dreit nien és d'una modernitat increïble per la meravellosa atmosfera d'irrealitat i misteri que embolica tot el vers, fent de la negació un tema literari. Constitueix una elevada disquisició sobre sentiments contradictoris i un amor eteri i vague, bé que potser indica una actitud irònica envers una primitiva poesia amorosa i trobadoresca perduda. Els poemes Vl a X se situen en un context d'amor cortès en el qual la dama, elevada i fins inaccessible, fa del cavaller el seu vassall. La cançó Xl expressa malenconioses consideracions sobre la proximitat de la mort. Les onze poesies són altres tantes peces mestres d'una actualitat permanent. Sovint prengué la forma i la melodia perduda dels rics himnaris litúrgics, especialment els produïts a Sant Marçal de Llemotges.

### Llista de poemes conservats
- (183,1)[6] Ab la dolchor del temps novel
- (183,2) Ben vuelh que sapchon li pluzor
- (183,3) Companho, faray un vers qu'er covinen
- (183,4) Compaigno, no puosc mudar qu'eo no m'effrei
- (183,5) Companho, tant ai agutz' avols conres
- (183,6) Farai chansoneta nueva
- (183,7) Farai un vers de dreyt nien
- (183,8) Mout jauzens me prenc en amar
- (183,10) Pois de chantar m'es pres talentz
- (183,11) Pois vezem de novelh florir
- (183,12) Farai un vers, pos mi sonelh

### Repertoris
- Alfred Pillet / Henry Carstens, Bibliographie der Troubadours von Dr. Alfred Pillet […] ergänzt, weitergeführt und herausgegeben von Dr. Henry Carstens. Halle : Niemeyer, 1933 [Guilhem de Peitieu és el número PC 183]
- Guido Favati (editor), Le biografie trovadoriche, testi provenzali dei secc. XIII e XIV, Bologna, Palmaverde, 1961, pàg. 115
- Martí de Riquer, Vidas y retratos de trovadores. Textos y miniaturas del siglo XIII, Barcelona, Círculo de Lectores, 1995 p. 2-3 [Reproducció de la vida, amb traducció a l'espanyol, i miniatures dels cançoners I i K]